# Ida Jenshus
Ida Jenshus (Steinkjer, 25 aprile 1987) è una cantante norvegese.

## Biografia
Ida Jenshus è salita alla ribalta nel 2007 grazie alla sua vittoria al talent show di NRK1 Lyden av lørdag. L'anno successivo è uscito il suo album di debutto, Color of the Sun, che ha raggiunto la 14ª posizione nella classifica norvegese e che le ha fruttato la sua prima vittoria ai premi Spellemann, il principale riconoscimento musicale norvegese, per l'album country dell'anno. Il disco ha venduto 17 000 copie a livello nazionale.
Nel 2010 è uscito il secondo album No Guarantees, che ha debuttato al 3º posto in classifica e che le ha fruttato il suo secondo Spellemann per l'album country dell'anno. Il successo è stato ripetuto nel 2012 dal terzo album Someone to Love, anch'esso 3º nella top forty nazionale e premiato Spellemann. È stata candidata una quarta volta nel 2014 per l'EP Let It Go, questa volta nella categoria pop, e una quinta nella categoria country con il suo quarto album Starting Over Again, che è entrato in classifica al 17º posto.
Nel 2014 la cantante ha inoltre ricevuto il premio alla cultura del Nord-Trøndelag, la sua contea di provenienza, e il premio annuale della NOPA, l'Associazione norvegese dei compositori e parolieri.

## Discografia

### Album in studio
- 2008 – Color of the Sun
- 2010 – No Guarantees
- 2012 – Someone to Love
- 2015 – Starting Over Again
- 2017 – Two Worlds
- 2019 – From This Day On

### EP
- 2014 – Let It Go

### Singoli
- 2008 – These Are the Days
- 2008 – For the Nation
- 2010 – Better Day
- 2010 – I Wanted
- 2011 – This Darkest Day (con Paal Flaata)
- 2011 – Dove-Arena
- 2012 – Someone to Love
- 2012 – Marie (What Happened to the Music?)
- 2013 – Days of Nothing
- 2014 – Ego in a Bag (con gli Sugarfoot)
- 2014 – Shallow River
- 2014 – Hero
- 2015 – My Last Goodbye
- 2015 – Changes
- 2018 – Har du glemt (con Rasmus Rohde)
- 2018 – Love You a Little Less
- 2019 – Heartland
- 2019 – That Morning
- 2019 – Over Before It Started